# 酒井伴四郎
酒井 伴四郎（さかい はんしろう、天保5年7月21日（1834年8月25日） - ?）は、紀州和歌山藩の下級武士。禄高は30石で、大番組のうちの駿河組に属していた。諱は彰常（あきつね）。なお、名前の読みについては推測である。
最初の妻・飛路（病没）との間に長女の歌（宇多）、後妻・富貴との間に長男の鉄蔵がいた。ほかに江戸勤番を務めた叔父の宇治田平三もいた。

## 伴四郎の日記
万延元年（1860年）6月から翌年12月（西暦では1862年1月）まで、衣紋方の勤務のため江戸勤番となった際に、詳細な日記を記した。日記は「酒井伴四郎日記」とも呼ばれる。この日記は、林英夫が発見し、歴史学者の竹内誠に託された後、2008年に竹内から東京都江戸東京博物館に寄贈された。
現存する日記は、万延元年6月から11月までの半年分であるが、その間、日々の暮らしや出来事を詳細に記録しており、幕末期の江戸の武士の生活や食生活、江戸文化を知る文献となっている。藤本清二郎は政治史、情報史（情報の伝達や流布に関する研究）、街道旅行や名所参詣の歴史といった観光史、和装服飾史、下級武家の生活史、食生活史などの幅広い分野の研究に資すると評している。

## 江戸勤番とその後
宇治田平三の口利きで江戸に呼ばれた伴四郎は、万延元年5月11日に紀州を出発し、同29日に江戸に到着。平三も衣紋方で、知行は25石の下級家臣だった。
衣紋方の勤務には余裕があり、日記として残されている半年間の出仕は計47日（最長で8月の13日間、最短で7月の出仕なし。しかも勤務時間は午前中の2時間から4時間程度）である。他は全て長屋で留守居か物見遊山、寺院への参拝、三味線の稽古、食べ歩きなどに費やしており、この時間的余裕が日記を成立させたともいえる。また、支藩である伊予西条藩の藩士との交流も日記に記載されており、情報交換なども活発だったことが窺える（江戸勤番の際、西条藩士の小野田喜代助と小林金右衛門が同道して江戸に入っており、また6月24日に伴四郎が西条藩邸の彼らを訪問し、酒を飲んで帰るといった記載が日記にある）。
約3年2か月後の元治2年（1865年）2月より、紀州藩主徳川茂承の参勤に従い、酒井は再び江戸勤務となった。しかし、第二次長州戦争の勃発に伴い、3か月後の同年5月末に和歌山へ戻り、6月には長州に向けて出発した。長州藩との戦闘にも参加したが負傷することなく、その後は和歌山に戻って引き続き衣紋方として勤務した。この間の日記の一部も発見されており、慶応2年（1866年）8月には組頭、翌慶応3年4月には奥詰に出世していることが分かっている。
島村妙子の論文『幕末下級武士の生活の実態 紀州藩一下士の日記を分析して』によれば、慶応3年8月に、妻の飛路が病気と出産が元で亡くなった。明治2年（1869年）4月、富貴（当時30歳）と再婚し、翌3年（1870年）11月に長男の鉄蔵が生まれる。故郷に帰った後の伴四郎は、自宅の庭の草取り、発句会への出席、囲碁などをして過ごしたという。

## 現代における扱い
- 1972年に島村妙子が『幕末下級武士の生活の実態 紀州藩一下士の日記を分析して』という論文を、『史苑』第32巻2号に発表[8]。
- 2005年に青木直己が『幕末単身赴任 下級武士の食日記』（日本放送出版協会、ISBN 4-14-088165-8）を出版。2016年9月に、同書の増補版（ちくま文庫、ISBN 978-4-480-43360-2）が刊行。
- 2010年に東京都江戸東京博物館が『酒井伴四郎日記－影印と翻刻－』を開催された。日記は、竹内誠と石山秀夫によって翻刻され、『東京都江戸東京博物館 調査報告書第23集 酒井伴四郎日記―影印と翻刻―』として刊行された[4]。
- 2011年に前原康貴が企画・監督した短編映画『幕末単身赴任』が京都映画企画市にて優秀賞を受賞し、パイロット版映像が製作された[9]。酒井伴四郎は松田洋治が演じた[9]。
- 2014年に研究書として小野田一幸、髙久智広編で『紀州藩士酒井伴四郎関係文書』（清文堂出版、ISBN 978-4-7924-1022-3）が出版された。藤本清二郎が推薦文を寄せている[6]。
- 2014年から日記を原作とし、土山しげるの作画（青木直己が協力）で漫画『勤番グルメ ブシメシ!』が漫画雑誌『コミック乱』（リイド社）に連載された。酒井伴四郎を主人公として、江戸での生活を食を中心に描いた作品となっている。2度目の江戸勤務の途中までが描かれたが、2018年に土山の死去によって未完に終わった。
- 2017年に上記漫画『勤番グルメ ブシメシ!』を原作としたテレビドラマ『幕末グルメ ブシメシ!』が放映された。紀州和歌山藩から架空の藩に変更されている。酒井伴四郎をモデルとする主人公・酒田伴四郎を瀬戸康史が演じた[10]。2018年に続編となる『幕末グルメ ブシメシ!2』が放送された。